# (1481) Tübingia
(1481) Tübingia es un asteroide perteneciente al cinturón de asteroides descubierto por Karl Wilhelm Reinmuth el 7 de febrero de 1938 desde el observatorio de Heidelberg-Königstuhl, Alemania.

## Designación y nombre
Tübingia recibió al principio la designación de 1938 DR.
Más adelante se nombró por la ciudad alemana de Tubinga.

## Características orbitales
Tübingia orbita a una distancia media de 3,016 ua del Sol, pudiendo acercarse hasta 2,878 ua y alejarse hasta 3,153 ua. Tiene una inclinación orbital de 3,518° y una excentricidad de 0,04561. Emplea en completar una órbita alrededor del Sol 1913 días.